# Hans im Glück
Hans im Glück Verlag (pol. Wydawnictwo Hans im Glück) – niemieckie wydawnictwo z Monachium, wydaje gry planszowe i karciane.
Wydawnictwo zostało założone w 1983 przez Bernda Brunnhofera i Karla-Heinza Schmiela.

## Wyróżnienia
- Drunter & Drüber – Spiel des Jahres w 1991
- Modern Art – Deutscher Spiele Preis w 1993
- Manhattan – Spiel des Jahres w 1994
- El Grande – Spiel des Jahres i Deutscher Spiele Preis w 1996
- Euphrat & Tigris – Deutscher Spiele Preis w 1998
- Ohne Furcht und Adel – à la carte Kartenspielpreis 2000
- Carcassonne – Spiel des Jahres i Deutscher Spiele Preis 2001
- Amun Re – Deutscher Spiele Preis w 2003
- Sankt Petersburg – Deutscher Spiele Preis 2004
- Thurn und Taxis – Spiel des Jahres w 2006